# Циркуляційний насос АЕС

Циркуляційний насос для реактора типу ВВЕР-1000

Циркуляційний насос — використовується для створення циркуляції теплоносія в першому контурі атомної електростанціїАЕС.[джерело?]

## Загальні відомості про циркуляційний насос реакторів типуВВЕР
Насос — вертикальний, відцентровий, одноступінчастий. Для компенсації теплових деформацій головного циркуляційного контуру реакторної установки, конструкцією насоса передбачена можливість його переміщення в будь-якому горизонтальному напрямку. Це здійснюється за допомогою трьох кулькових опор, закріплених на опорних лабетах насоса.
Корпус насоса з'єднаний зварюванням з головним циркуляційним контуром реакторної установки. Корпус має 3 цапфи для приєднання замків з вертикальними й горизонтальними пристроями, які кріплять насос, і служать для сприйняття сейсмічних навантажень.
Головний циркуляційний насос постачається в комплекті з антиреверсним пристроєм і виносним двигуном.
Насос розміщується в герметичній захисній оболонці й недоступний для проведення технічного обслуговування під час роботи реакторної установки. Контроль за роботою насоса ведеться дистанційно з блокового щита керування АЕС.
Виробляє Сумське машинобудівне науково-виробниче об'єднання ім. М.В. Фрунзе місто Суми.[джерело?]

## ГЦН-195М
На українських АЕС, на енергоблоках з реакторами ВВЕР-1000 використовуються головні циркуляційні насоси ГЦН-195М для, потужністю до 8000 кВт і подачею теплоносія 20 000 м³/год.
Таблиця. Технічні характеристики ГЦН-195М
| Найменування параметрів                                | Одиниця вимірювання | Значення   |
| ------------------------------------------------------ | ------------------- | ---------- |
| Продуктивність при номінальних параметрах I-го контуру | м³/год              | 20 000     |
| Температура теплоносія                                 | °C                  | 300        |
| Тиск на вході                                          | МПа (кгс/см²)       | 15,6 (156) |
| Тиск на міцність (розрахунковий)                       | МПа (кгс/см²)       | 18,0 (180) |
| Температура розрахункова                               | °C                  | 350        |
| Напір, що розвивається                                 | МПа                 | 0,675±0,25 |
| Число обертів                                          | об/хв               | 1000       |
| Споживана потужність на холодній воді                  | кВт                 | 6000       |
| Споживана потужність на гарячій воді                   | кВт                 | 5100       |
| Електродвигун                                          | —                   | ВАЗ 215    |
| Напруга номінальна                                     | В                   | 6000       |
| Число полюсів                                          | шт.                 | 6 (3 пари) |